# Tinley Park
Tinley Park ist ein Village in Illinois in den Vereinigten Staaten.

## Geographie
Es liegt größtenteils im Cook County und zu einem kleineren Teil im Will County und ist Bestandteil der Metropolregion Chicago.

## Geschichte
Tinley Park wurde 1892 gegründet und hat 55.971 Einwohner (Stand: 2020) auf 38,8 km². Die Bevölkerungsdichte beträgt somit 1.446 Einwohner pro km².

## Demographische Angaben
Bevölkerung im Jahr 2000: 48.401 Einwohner.
Bevölkerungsdichte: 1.250 Einwohner/km²

Volksgruppen:

93,16 % Weiße,
1,92 % Afroamerikaner,
0,13 % Ureinwohner,
2,38 % Asiaten,
1,13 % Sonstige und
1,27 % Gemischtrassige.
4,13 % der Bevölkerung sind Hispanics (?) oder Latinos verschiedener Rassen.
Von 17.478 Haushalten haben 36,4 % Kinder unter 18 Jahren. Der durchschnittliche Haushalt besteht aus 2,73 Personen. Familien bestehen aus durchschnittlich 3,27 Personen. Das mittlere Haushaltseinkommen beträgt 61.648 US-Dollar pro Jahr, das Pro-Kopf-Einkommen liegt bei 25.207 USD.

## Städtepartnerschaften
- Büdingen / Hessen / Deutschland.
- Mallow / Irland Weblink

## Söhne und Töchter der Stadt
- Emil Andres (* 1911, † 1999), Autorennfahrer
- Tony Bettenhausen (* 1916, † 1961), Autorennfahrer
- Christine Magnuson (* 1985), Schwimmerin und zweimalige Silbermedaillengewinnerin bei Olympischen Spielen
- Tevin Coleman (* 1993), American-Football-Spieler

### Anmerkung
Die Statistischen Angaben stammen aus der englischen Wikipedia und sind vermutlich alle aus dem Jahr 2000.